# Operación Seso
La Operación Seso fue una operación realizada por el Grupo Especial de Inteligencia del Perú (GEIN) contra la organización terrorista Partido Comunista del Perú-Sendero Luminoso donde se desarticuló al Grupo Intelectual Popular (GIP), un aparato perteneciente a la organización terrorista.

## Preliminares
Para enero de 1991, el GEIN había llevado a cabo tres operaciones: la Operación ISA (donde se desarticuló el Departamento de Apoyo Organizativo y el Grupo de Apoyo Partidario), la Operación Monterrico-90 (donde se desarticuló el Departamento de Propaganda) y la Operación Caballero (donde se obtuvo los videos donde se mostraba por primera vez a Abimael Guzmán y otros líderes terroristas). 

El GEIN puso su atención en el Grupo Intelectual Popular (GIP). Durante la intervención en la casa de Monterrico (Operación ISA) se obtuvo la siguiente declaración en un papel:
Sujetándonos firmemente al Presidente Gonzalo, a los acuerdos del Comité Central del Congreso, nos comprometemos a cumplir con la gran culminación del plan piloto y desarrollar la campaña de rectificación combatiendo impecablemente al revisionismo como peligro principal y así servir a conquistar y construir.
- GIP (Octubre de 1988) 

Firman: Luis, David, Ruth y Ariana
Antes de la Operación ISA se desconocía la composición y la estructura de la organización terrorista. El Grupo Intelectual Popular (GIP), también conocido como Departamento de Traducciones, se encargaba de traducir al inglés, francés, alemán e italiano los escritos de Abimael Guzmán y traducir los escritos provenientes del extranjero al español. Debido a que eran considerados como "intelectuales", el GEIN dispuso llamar a la operación como "Operación Seso".

## Desarrollo de la operación

### Primeras acciones
La operación inició en abril de 1991. Se identificó a la ingeniera Magda Eulalia Mateo Bruno como "Ariana". "Ariana", además, era la líder del GIP. Otro que se logró identificar fue al profesor Sao Quin León Fu, alias "David", quien trabajaba en un colegio chino-peruano de Pueblo Libre. Se descubrió que el GIP fue fundado por iniciativa del psiquiatra Luis Felipe Alarco Larraburre, alias "Luis", en 1985. Larraburre sufría de cáncer y no pudo ser detenido debido a su muerte.

### La tormenta
El 8 de mayo de 1991 se da la orden de "Que se desate la tormenta". Son detenidos "Ariana", "David" y Justa Elita Torrejón Rubio.

## Resultado
El Grupo Intelectual Popular quedó desarticulado. Las traducciones que iban hacia países como Alemania, Suecia, Inglaterra y Estados Unidos sufrieron un duro revés. De forma paralela se desarrolló la Operación Fortuna contra el Movimiento Revolucionario Túpac Amaru (MRTA). 